# Aue (Oste)
Die Aue (Ausspracheⓘ) ist ein etwa 20 km langer, linker bzw. südwestlicher Nebenfluss der Oste im Norden von Niedersachsen in Deutschland.

## Verlauf
Die Aue war vor dem Bau des Neuhaus-Bülkauer Kanals der natürliche Abfluss des Balksees im Südwesten der Gemeinde Wingst am Südrand der Samtgemeinde Land Hadeln. Der Balksee wird seinerseits von mehreren Bächen gespeist. Die Aue hat heute nur noch eine indirekte Verbindung mit dem Balksee und entspringt an dessen Nordrand. Die Aue hat als ehemaliger Priel kein natürliches Gefälle. Der Wasserspiegel wird durch zwei Siele und ein Schöpfwerk künstlich unter Normalnull gehalten.